# Irene Pepperberg
Irene Pepperberg (1 de abril de 1949, Brooklyn, Nueva York) es una psicóloga y etóloga estadounidense destaco por sus estudios en cognición animal, particularmente en relación a los loros. Es profesora adjunta de  psicología en la Universidad de Brandeis y profesor-lector en la Universidad de Harvard.
En junio de 1977, un joven loro gris africano (Psittacus erithacus) de 13 meses llegó a la Universidad de Purdue, en West Lafayette (Indiana). El yaco había sido escogido de un aviario de las cercanías de Chicago no por sus cualidades, sino completamente al azar. Nada más llegar al laboratorio recibió el nombre de Alex(1976-2007), cuyas iniciales se corresponden con «Animal Learning EXperiment». Estaba a punto de comenzar una de las más apasionantes experiencias ocurridas en el ámbito de la ciencia que se dedica al estudio de la inteligencia animal.
Veinticinco años después, podemos decir que los loros grises africanos han entrado por fin en los debates y teorías de psicólogos cognitivos, neurólogos y etólogos como nunca había ocurrido antes, y aunque lo han hecho de manera algo polémica, pocos expertos en cognición animal dudan ahora que hay tomarse en serio la inteligencia de los papagayos. Esto se lo debemos fundamentalmente a la tenacidad, el empeño y la perseverancia de la persona que encargó en su día aquel yaco de Chicago para someterlo a un largo programa de investigación: Irene Maxine Pepperberg. Por supuesto, también se lo debemos a Alex.
Irene se doctoró en química en el MIT (Massachusetts Institut of Technology) y trabajó durante un tiempo en Purdue, pero ha sido durante la mayor parte de su carrera investigadora del Departamento de Ecología y Biología Evolutiva de la Universidad de Arizona, en Tucson. Lleva desde 1978 publicando sobre cognición animal en revistas especializadas e interviniendo en discusiones sobre el tema en congresos científicos, y hasta hace muy poco tiempo ha continuado sus trabajos en el Media Lab del MIT, en el área de Boston, un prestigioso centro de investigación que ha sufrido recientemente drásticos recortes de presupuesto, lo que ha obligado a paralizar los proyectos que ha venido realizando aquí en los últimos años. No obstante, Pepperberg continúa investigando con loros grises en otros frentes, al tiempo que suma sus esfuerzos por la conservación y el estudio de campo del loro gris en libertad desde la Alex Foundation. En 1999 publicó un grueso volumen en el que compilaba sus más de 20 años de trabajo con Alex y otros yacos: The Alex Studies. Cognitive and Communicative Abilities of Grey Parrots; un libro técnico, arduo y prolijo como todos sus textos, que se ha convertido en una referencia inexcusable para muchos estudiosos de la cognición animal. El 6 de septiembre de 2007, con la edad de 31 años, Pepperberg encontró a Alex sin vida en su jaula. Se supone que fue por causa natural.
La Dra. Pepperberg recordaba aquel día como el peor de su vida. La víspera se despidió de Alex, con quien sostuvo este diálogo. "Eres buena y te quiero"; "Yo también te quiero", "Nos veremos mañana", "Sí, mañana nos vemos".

## La técnica de adiestramiento
Se sabía desde hace siglos que los yacos, como los guacamayos y otros psitácidos de gran tamaño, son aves inteligentes. Pero esta certeza, aunque era compartida por muchos aficionados a las aves, no dejaba de pertenecer a una sabiduría popular de dudosa verosimilitud, en parte alentada por las exageradas habilidades atribuidas a los loros por parte de sus dueños, en parte divulgadas a través de espectáculos en los que loros bien entrenados aprenden a sorprender al público con la interpretación de graciosos movimientos, trucos, piruetas e imitaciones vocales. Aunque desde los años cincuenta algunos etólogos (O. H. Mowrer, sobre todo) se habían dedicado a explorar la capacidad de cuervos, minás y papagayos para aprender a imitar voces humanas y usarlas comunicativamente, no fue hasta los años setenta cuando se comenzó a investigar de un modo sistemático la capacidad de aprendizaje de los loros. Lo hizo primero el etólogo alemán Dietmar Todt, de la Universidad Libre de Berlín, quien escogió precisamente la especie Psittacus erithacus para enseñar a hablar con sentido a un psitácido. Todt creó a tal efecto el método M/R (modelo/rival). Consiste en lo siguiente: frente al loro se sitúan dos personas, una que hace de entrenador y otra de «loro rival»; el entrenador hace una pregunta, y cuando la otra persona la contesta vocalizando correctamente una palabra, recibe a cambio un premio muy apetecido por el verdadero loro, que en ese momento está contemplando con gran interés la escena. De vez en cuando, el rival se equivoca intencionadamente y no recibe la recompensa, pero cuando corrige su intervención y acierta, entonces sí la gana con gran alegría. El loro observa con el irreprimible deseo de intervenir para recibir ese premio, y a fuerza de observación acaba sabiendo que debe hacer lo mismo que el humano que interpreta el papel de «loro rival». Ese humano es para él al mismo tiempo un modelo y un rival (de ahí el nombre de la técnica: M/R). Cuando le toca el turno al loro, su aprendizaje es sorprendentemente eficaz.
Irene Pepperberg modificó algunos detalles del método de Dietmar Todt. Concretamente, permitió que no fueran siempre las mismas personas las que hacen de entrenador y de rival. Era preciso que éstos intercambiasen los papeles para que el yaco pudiera responder adecuadamente ante cualquier persona que se dirigiera a él, y no sólo a un entrenador fijo; si las preguntas las hiciera siempre la misma persona, el loro tendería a creer que las vocalizaciones son específicas de un individuo concreto, y no terminaría de comprender que el lenguaje verbal es un medio de comunicación de doble vía. También cambió una cosa importante: la recompensa no debía ser algo diferente al objeto sobre el cual se le pregunta, sino el mismo objeto. Es lo que Pepperberg llama refuerzo intrínseco: por ejemplo, tras haber visto cómo responde el «rival», se le pregunta a Alex «qué es esto» señalando hacia un grano de maíz puesto sobre un plato, y si contesta con la palabra correcta, en lugar de darle como premio su alimento preferido (un cacahuete), se le da ese mismo grano de maíz. Si el objeto de la pregunta no es un alimento sino un simple trozo de papel de color azul, pongamos por caso, entonces la recompensa es la entrega del papel azul... acompañada de un encendido elogio: «¿de qué color es este papel, Alex?»; «azul»; «¡¡muy bien, Alex!!, es azul, tómalo». Si no se hace de este modo, el loro no asocia la palabra al objeto, sino a una recompensa que nada tiene que ver con él, lo cual retrasa el aprendizaje. Además de esto, en la técnica empleada por Pepperberg al yaco se le habla del objeto en cuestión con frases completas, subrayando con la entonación la palabra, pero permitiendo que no se presente como un sonido único y repetitivo, sino más bien como una vocalización integrada con otras, con las que puede combinarse de diferentes formas; gracias a ello el loro aprenderá a combinar expresiones. Y lo hará, como vamos a ver en seguida, de un modo nada simple.

## La compleja mente de un loro
Usando esta versión del método «modelo/rival» a lo largo de los años, el «psitacino sujeto» como a veces se refiere Pepperberg a Alex, ha progresado notablemente, yendo de la identificación de objetos concretos a la de categorías abstractas como color, número, forma, material, incluso a combinar de múltiples maneras estas categorías. Por ejemplo, si le presentan a Alex dispuestos en una bandeja un conjunto de objetos diferentes, como puede ser una colección de llaves y botones de los colores rojo y azul, responde correctamente a preguntas como «¿cuántas llaves azules»? Asimismo, puede responder a preguntas sobre lo que es igual o diferente en un conjunto de objetos, lo que es mayor o menor, o lo que está encima o debajo; en todos estos casos, el loro logra discriminar cualidades de color, de forma, de la cantidad o de las relaciones espaciales de los objetos con un alto porcentaje de acierto (casi nunca por debajo del 80%). Lo más admirable es que no sólo distingue colores, formas o materiales, sino que reconoce explícitamente lo que significa la categoría abstracta de número, igualdad, semejanza, color, forma o material. Hasta el momento en que se desarrollaron estos experimentos, ningún ave había sido capaz de pasar del conocimiento de las propiedades de los objetos (como «cuatro», «rojo», «triangular» o «madera») a las categorías o conceptos abstractos que definen esas propiedades (como «número», «color», «forma» o «material»). Para que se pueda apreciar el alcance de este paso diremos que resulta mucho más fácil reconocer objetos de madera respondiendo a una pregunta del tipo «¿qué objeto es de madera?», que reconocer que la madera es un tipo de material, como hace Alex cuando, ante una llave de madera, responde a la pregunta «¿de qué material es esta llave?». Hay aquí un nivel de categorización abstracta como el que solamente han logrado alcanzar algunos chimpancés en experimentos similares. Y al igual que estos primates, Alex mostró su capacidad para transferir, sin entrenamiento adicional, lo aprendido sobre tales categorías abstractas a cualquier otro conjunto de objetos al que pudieran aplicarse. Esta capacidad de aplicar lo aprendido en un dominio a otro dominio suele denominarse flexibilidad.
Esto demuestra ya de por sí que los loros pueden realizar tareas cognitivas complejas, pero aún hay más. Alex se ha revelado capaz de hacer un uso funcional correcto de expresiones como «sí», «no», «quiero...» o «no quiero...». Conectar estas expresiones (¡sin haberlo aprendido de modo específico!), con cualquiera de las palabras conocidas para solicitar alimentos concretos, expresar deseos o responder adecuadamente según sus preferencias o necesidades, es algo más que lo que suele alcanzar en comunicación verbal un loro de compañía bien socializado. Pero hay que hacer una importante observación al respecto: si Alex ha llegado tan lejos no es porque sea un individuo superdotado, sino porque ha sido intensivamente entrenado durante más de dos décadas. Irene Pepperberg sugiere que cualquier otro psitácido de gran tamaño podría alcanzar semejantes resultados si fuera sometido a este tipo de pruebas durante un tiempo tan prolongado. La capacidad de aprendizaje de este loro gris en particular no tiene por qué ser superior que la que poseen psitácidos de otras especies. ¿Qué especies de loros son las más dotadas? Pues aquellas que más destacan en esas dos características básicas que, cuando se dan conjuntamente, como ocurre entre los simios, marcan la diferencia en la inteligencia animal: sociabilidad y longevidad.
La primera les permite reconocerse individualmente, interactuar de un modo constante, comunicarse, anticipar los movimientos de los rivales o formar alianzas. La segunda, la longevidad, tiene que ver con su retraso madurativo; una infancia larga y dependiente de los padres implica una mayor capacidad de aprendizaje. Por lo demás, las especies longevas tienen la oportunidad de transferir lo aprendido en una situación a otras situaciones diferentes que pueden aparecer a lo largo de una vida prolongada como resultado de los cambios impredecibles del entorno. Como es bien sabido, los papagayos son, en mayor o menor medida según las especies, aves que se distinguen precisamente por su intensa sociabilidad y su gran longevidad.
Las investigaciones de Pepperberg y sus colaboradores no se han librado de las críticas, algunas veces radicales, lanzadas por otros científicos más escépticos en estos asuntos. Hay quien dice que en lugar de uso de conceptos hay en las mentes de los papagayos únicamente memoria visual y capacidad de asociación, puesto que, como todos los animales no humanos, no comprenden categorías, sino que simplemente se hacen mapas cognitivos, algo así como una especie de aprendizaje de las relaciones de los objetos que no va más allá. La polémica está muy lejos de haber quedado zanjada.

## Alex en el laboratorio informático
En los últimos años, Irene Pepperberg ha seguido trabajando con Alex y otros dos yacos (primero Alo y Kyaaro, ahora otros dos llamados Griffin y Wart) en el famoso Media Lab del MIT. Este centro de investigación, donde reina una cordial informalidad, está reputado como uno de los centros más avanzados del mundo en la investigación de tecnología informática; allí están los mejores expertos del mundo en inteligencia artificial, por ejemplo. Cualquiera pensaría que el pobre Alex ya ha tenido bastante, sobre todo cuando sabemos que este loro ha sufrido un intermitente picaje durante toda su vida. Pero Alex y Pepperberg han trabajado aquí a media jornada, de una manera más relajada, con más medios, y en proyectos más variados y entretenidos para el conocido yaco, que se encuentra por completo recuperado del picaje. Lástima es que los problemas de financiación sufridos en este centro no hayan podido dar continuidad a tales proyectos. A pesar de todo, vale la pena conocer alguno de ellos; por ejemplo, el que recibió el irónico nombre de Interpet Explorer.
Contra lo que pudiera parecer, no se trata de enseñar a un loro a navegar por Internet, sino de intentar que el psitácido pueda entretenerse y desarrollar su inteligencia interactuando con una máquina durante el tiempo en el que sus dueños están fuera de casa ocupados en su trabajo. Se trata de algo así como un «parque inteligente»: una percha situada frente a un pequeño ordenador con dispositivos apropiados para que el loro los accione con su pico, en el que hay juegos, música, puzles, imágenes de loros en libertad o conexiones con sus dueños a través de una webcam. Algo de esto se había ensayado ya con perros, pero se piensa que la versatilidad de la inteligencia de los loros podría arrojar mejores resultados además de ser, también, más necesaria, pues serviría para evitar disfunciones de comportamiento en las que a veces incurren cuando se encuentran en casa solos y se sienten abandonados por sus dueños: gritos, estereotipias, picaje... Más ambicioso desde un punto de vista científico es otro proyecto en el que se está intentando enseñar leer a Alex.
Sí, han leído ustedes bien: enseñarle a leer. Con letras de plástico de colores, del tipo que utilizan los niños para pegarlas en la nevera con el imán que llevan adosado en su parte posterior, Alex lleva más de dos años asociando letras en colores y sonidos vocales. De momento es capaz de combinar varias letras interpretando el fonema adecuado que forma cada combinación, y llega a reconocer algunas series de fonemas como palabras anteriormente aprendidas por él, con su significado asimilado de un modo correcto. Todavía no ha logrado leer palabras largas ni frases, pero lo va a seguir intentando, y quién sabe a donde podrá llegar con la tenaz dedicación de su valedora.
Irene Pepperberg nos ha enseñado a todos los que estamos interesados por el estudio de la inteligencia que no hemos de subestimar la mente de un animal por el hecho de que su cerebro no se parezca al nuestro. Ésta es la aportación más revolucionaria, la más asombrosa. El cerebro de las aves posee una estructura distinta al de los mamíferos, carece casi por completo de neocórtex, no existe en él un lóbulo frontal en el que reside la consciencia y, sin embargo, puede activar mecanismos neuronales cuyos efectos, educativamente inducidos, nos resultan muy cercanos. Al menos, llegan a parecerse bastante a los logrados por chimpancés, bonobos, gorilas, orangutanes y delfines. Siendo animales tan distintos a nosotros, la inteligencia de los loros, increíblemente, se asemeja a la de nuestra especie; o, mejor dicho, a la de los niños de dos o tres años.
Esto supone una ruptura con el antropocentrismo tradicional. Según Irene M. Pepperberg, hay en la naturaleza un potencial de inteligencia compleja, «no humana, no primate, no mamífera» como ella gusta decir, que es la elevada expresión de algo nuevo en la capacidad de conocer el mundo.